# Alexandre Comalat i Garriga
Alexandre Comalat i Garriga (Figueres, 1841 – 11 d'agost de 1913) fou un mestre d'obres i polític català, conegut per la reconstrucció que va fer del castell de Requesens per encàrrec del darrer comte de Peralada.

## Biografia
La família d'Alexandre Comalat era originària de l'Escala, tot i que estava establerta a Figueres. Va estudiar a l'institut de la ciutat i el 1858 es va traslladar a Barcelona per estudiar a l'Escola de Belles Arts de Barcelona on va aconseguir el títol de mestre d'obres. Tot i que havia cursat els estudis necessaris per obtenir el títol d'arquitecte, Comalat no es va preocupar mai per fer les gestions necessàries i aconseguir-lo.
El 1865 retorna a Figueres i es converteix en el mestre d'obres municipal. Aquí s'encarrega de diferents obres civils, com la del teatre (l'actual Museu Dalí) o l'ampliació de l'institut. D'aquestes primeres obres es pot veure una influència Neoclàssica i de l'antic mestre d'obres Josep Roca i Bros, amb qui van coincidir a l'Acadèmia d'Arquitectura Neoclàssica de la ciutat altempordanesa. També es va encarregar del projecte de fortificació de Figueres durant la Tercera Guerra Carlina el 1873.
D'aquesta època són el Casal Muntada (1872) o el Casal Granolleras (1878) de la Rambla de Figueres, així com el Casal de Narcís Fages de Romà (1876) de la plaça de les Patates de la mateixa ciutat.
Altres obres de la ciutat foren l'església de Sant Josep que hi havia al carrer del Sol d'Isern, de 1878, tot i que en aquest cas d'ell són els plànols perquè es necessitava un arquitecte titulat per signar el projecte. També fou autor el 1881 de la capella de Nostre Senyor Crucificat de l'església de Sant Pere, amb un retaule gòtic. Aquesta obra es va destruir el juliol de 1936 amb l'esclat de la Guerra Civil.
Durant el període de 1881 a 1885 fou regidor del partit monàrquic a la ciutat. Al final d'aquest període va passar al servei del comte de Peralada, Tomàs de Rocabertí, de qui fou administrador, agrimensor i autor de diversos projectes constructius, ente els quals destaca la reconstrucció del Castell de Requesens.
El 1909 es va retirar a Figueres, on morí el 1913.

## El castell de Requesens

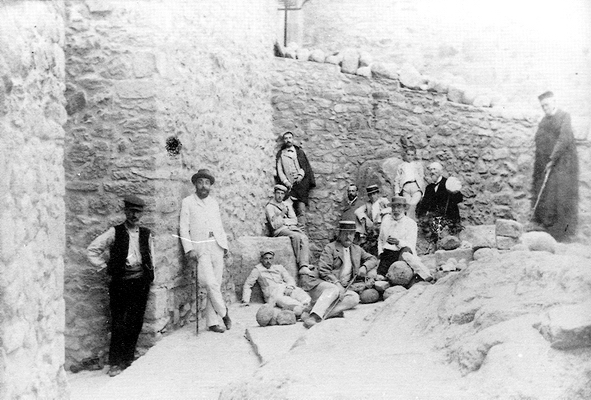
Visita a les obres del castell de Requesens el 1898

La restauració del castell de Requesens fou l'obra culminant de la seva carrera. Per tal de documentar-se, va viatjar per diferents països d'Europa on va visitar molts castells i obres de restauració, d'aquesta manera podia prendre idees per aplicar-les en aquesta nova empresa.
Les obres s'iniciaren el 1893 i van durar 6 anys. Sembla que foren dutes a terme per un grup reduït d'obrers, que van usar els recursos que l'entorn oferia, d'aquí que sigui difícil distingir els elements originaris dels reconstruïts. En paral·lel, es van adquirir peces d'antiquari que foren comprades sobretot a França.
El projecte de Comalat va intentar mantenir al màxim les restes que es conservaven del castell i pel que es pot veure en les fotografies anteriors a la restauració, sembla que ho va dur a terme. A partir d'aquí hi va aplicar un estil neomedieval amb tocs del Modernisme com ara els treballs de forja i els rajols vidriats dels muntants de les finestres. També és destacable l'obessió per la llum natural en totes les estances a través d'obertures d'inspiració medieval, com ara grans finestrals i espitlleres.